# Dominik Družeta
Dominik Družeta (ur. 3 czerwca 1996) – chorwacki judoka, brązowy medalista Mistrzostw Europy 2017, czterokrotny mistrz Chorwacji (2014, 2015, 2016, 2017).